# Асканія-Нова селищна рада
Аска́нія-Но́ва се́лищна ра́да — адміністративно-територіальна одиниця та орган місцевого самоврядування в Чаплинському районі Херсонської області. Адміністративний центр — селище міського типу Асканія-Нова.

## Історія
Херсонська обласна рада рішенням від 6 жовтня 2009 року перейменувала у Чаплинському районі Асканіє-Нову селищну раду на Асканія-Нову.

## Склад ради
Загальний склад селищної ради: 30 депутатів.
- Голова ради: Поліщук Вадим Миколайович

### Депутати
За результатами місцевих виборів 2010 року депутатами ради стали:
- Кількість мандатів: 30
- Кількість мандатів, отриманих за результатами виборів: 29
- Кількість мандатів, що залишаються вакантними: 1

#### За суб'єктами висування
| Суб'єкт висування                                       | Кількість обраних депутатів | %    |
| ------------------------------------------------------- | --------------------------- | ---- |
| Комуністична партія України                             | 12                          | 41,4 |
| Партія регіонів                                         | 12                          | 41,4 |
| Самовисування                                           | 4                           | 13,8 |
| Політична партія Всеукраїнське об'єднання «Батьківщина» | 1                           | 3,4  |

#### За округами
| № округу                                                | Прізвище, ім'я, по батькові      | Дата визнання обраним | Освіта             | Партійна приналежність            | Відомості про обраного депутата                                                                      |
| ------------------------------------------------------- | -------------------------------- | --------------------- | ------------------ | --------------------------------- | --- |
| Комуністична партія України                             |                                  |                       |                    |                                   | |
| 2                                                       | Поліщук Микола Логвінович        | 02.11.2010            | вища               | член Комуністичної партії України | Дослідне господарство «Асканія-Нова», головний зоотехнік                                             |
| 3                                                       | Письменний Володимир Миколайович | 02.11.2010            | середня спеціальна | позапартійний                     | Асканіє-Нова селищна рада, інспектор військово-облікового столу                                      |
| 8                                                       | Крилова Олена Миколаївна         | 02.11.2010            | вища               | член Комуністичної партії України | Інститут тваринництва «Асканія-Нова», провідний науковий співробітник                                |
| 9                                                       | Савіцький Ростислав Валерійович  | 02.11.2010            | вища               | позапартійний                     | Інститут тваринництва «Асканія-Нова», юрист-консульт                                                 |
| 10                                                      | Міщенко Валентина Володимирівна  | 02.11.2010            | середня спеціальна | позапартійна                      | Дільнична лікарня, медична сестра                                                                    |
| 11                                                      | Дудок Марина Романівна           | 02.11.2010            | вища               | позапартійна                      | Асканіє-Нова селищна рада, головний бухгалтер                                                        |
| 13                                                      | Науменко Геннадій Васильович     | 02.11.2010            | середня спеціальна | позапартійний                     | Дільнична лікарня, водій                                                                             |
| 22                                                      | Свіцельський Микола Леонідович   | 02.11.2010            | середня            | позапартійний                     | Дослідне господарство «Асканія-Нова», механік                                                        |
| 23                                                      | Сєрова Тетяна Юхимівна           | 02.11.2010            | середня            | член Комуністичної партії України | пенсіонер                                                                                            |
| 27                                                      | Савицька Олена Вікторівна        | 02.11.2010            | середня спеціальна | член Комуністичної партії України | Дослідне господарство «Асканія-Нова», медична сестра-диспетчер                                       |
| 28                                                      | Мустафаєва Ленура Рустемівна     | 02.11.2010            | середня            | член Комуністичної партії України | ТОВ «Водоканал Асканія-Нова», контролер                                                              |
| 30                                                      | Бачуріна Світлана Олександрівна  | 02.11.2010            | середня спеціальна | член Комуністичної партії України | приватне підприємство, найманий працівник                                                            |
| Партія регіонів                                         |                                  |                       |                    |                                   | |
| 1                                                       | Олійник Надія Федорівна          | 02.11.2010            | вища               | позапартійна                      | Чаплинський районний центр соціальної служби для сім'ї, дітей та молоді, керівник філії Асканія-Нова |
| 4                                                       | Рибікова Ніна Василівна          | 02.11.2010            | середня спеціальна | позапартійна                      | Дільнична лікарня, медична сестра                                                                    |
| 5                                                       | Коваленко Аліна Вікторівна       | 02.11.2010            | вища               | член Партії регіонів              | Дитячий ясла-садок, вихователь                                                                       |
| 6                                                       | Остапенко Наталя Євгеніївна      | 02.11.2010            | вища               | член Партії регіонів              | приватний підприємець                                                                                |
| 7                                                       | Рязанцева Олена Іванівна         | 02.11.2010            | середня спеціальна | член Партії регіонів              | Біосферний заповідник «Асканія-Нова», помічник бригадира                                             |
| 14                                                      | Шестак Олена Леонідівна          | 02.11.2010            | вища               | позапартійна                      | Асканіє-Нова селищна рада, спеціаліст                                                                |
| 17                                                      | Кулик Тетяна Геннадіївна         | 02.11.2010            | вища               | позапартійна                      | Інститут тваринництва «Асканія-Нова», провідний фахівець                                             |
| 18                                                      | Жарук Людмила Володимирівна      | 02.11.2010            | вища               | позапартійна                      | Інститут тваринництва «Асканія-Нова», вчений секретар                                                |
| 20                                                      | Кравченко Галина Миколаївна      | 02.11.2010            | вища               | член Партії регіонів              | приватний підприємець                                                                                |
| 21                                                      | Мохнюк Галина Володимирівна      | 02.11.2010            | вища               | позапартійна                      | Іллінська загальноосвітня школа I-III ст., вчитель                                                   |
| 26                                                      | Громовик Світлана Леонідівна     | 02.11.2010            | середня спеціальна | позапартійна                      | Дільнична лікарня Асканія-Нова, медична сестра                                                       |
| 29                                                      | Вітюк Зоя Анатоліївна            | 02.11.2010            | вища               | позапартійна                      | Школа-садок с. Питомник, директор                                                                    |
| Політична партія Всеукраїнське об'єднання «Батьківщина» |                                  |                       |                    |                                   | |
| 25                                                      | Козачук Федір Віленович          | 02.11.2010            | середня            | позапартійний                     | тимчасово не працює                                                                                  |
| Самовисування                                           |                                  |                       |                    |                                   | |
| 12                                                      | Семенченко Валентина Василівна   | 02.11.2010            | середня спеціальна | позапартійна                      | Дитяча музична школа, настройщик музичних інструментів                                               |
| 15                                                      | Блохін Валерій Андрійович        | 02.11.2010            | вища               | позапартійний                     | Садово-городницьке товариство, голова                                                                |
| 16                                                      | Костюченко Ганна Іванівна        | 02.11.2010            | середня спеціальна | позапартійна                      | пенсіонер                                                                                            |
| 24                                                      | Валько Катерина Ільківна         | 02.11.2010            | вища               | позапартійна                      | Дослідне господарство «Асканія-Нова», зоотехнік-селекціонер                                          |